# Зенит-11
Зени́т-11 — малоформатный однообъективный зеркальный фотоаппарат, выпускавшийся на Красногорском механическом заводе с 1981 года.
Фотоаппарат «Зенит-11» представляет собой гибрид фотоаппарата «Зенит-TTL» с механизмом нажимной диафрагмы и невращающейся головкой выдержек усовершенствованного затвора в сочетании с внешним селеновым экспонометром устаревшей камеры «Зенит-Е». Другие особенности модели заключаются в наличии «горячего башмака», нового плоского фокусировочного экрана с микрорастром в центре поля зрения и скрытого замка откидной задней стенки. Узел спусковой кнопки, сблокированной с включателем обратной перемотки плёнки, заимствован от «Зенита-TTL».
Фотоаппарат комплектовался одним из четырёх штатных объективов: «Гелиос-44М», «МС Гелиос-44М», «Гелиос-44М-4» или «МС Гелиос-44М-4».
Всего фотоаппаратов «Зенит-11» было выпущено 1 481 022 экземпляров.

## Одноимённая камера
В конце 1960-х годов Красногорский механический завод выпустил опытную партию одноимённых камер «Зенит-11» с центральным затвором (вариант «Зенит-4» без экспонометра).

## Технические характеристики
- Корпус — литой из алюминиевого сплава, с открывающейся задней стенкой.
- Размер поля изображения видоискателя — 20×28 мм.
- Штатный объектив — «Гелиос-44М», «МС Гелиос-44М», «Гелиос-44М-4», «МС Гелиос-44М-4»
- Выдержки затвора: 1/500, 1/250, 1/125, 1/60, 1/30, и «B».
- Тип применяемого фотоматериала — фотоплёнка типа 135 в стандартных кассетах или двухцилиндровых кассетах производства КМЗ. Размер кадра — 24×36 мм.
- Встроенный несопряжённый экспонометр на селеновом фотоэлементе.
- Тип фокусировочного экрана — линза Френеля с матовым кольцом и микрорастром.
- Диапазон светочувствительности фотоплёнки, вводимой в экспонометр — от 16 до 500 ед. ГОСТ/ISO
- Курковый взвод затвора и перемотки плёнки. Обратная перемотка рулеточного типа.
- Счётчик кадров с ручной установкой первого кадра.
- Автоспуск с временем срабатывания 9 — 15 сек.
- Резьба штативного гнезда — 1/4" (дюйма). Фотоаппараты «Зенит-10» и «Зенит-11» имеют центральное штативное гнездо по центру камеры.

## Модификации, выпускавшиеся параллельно

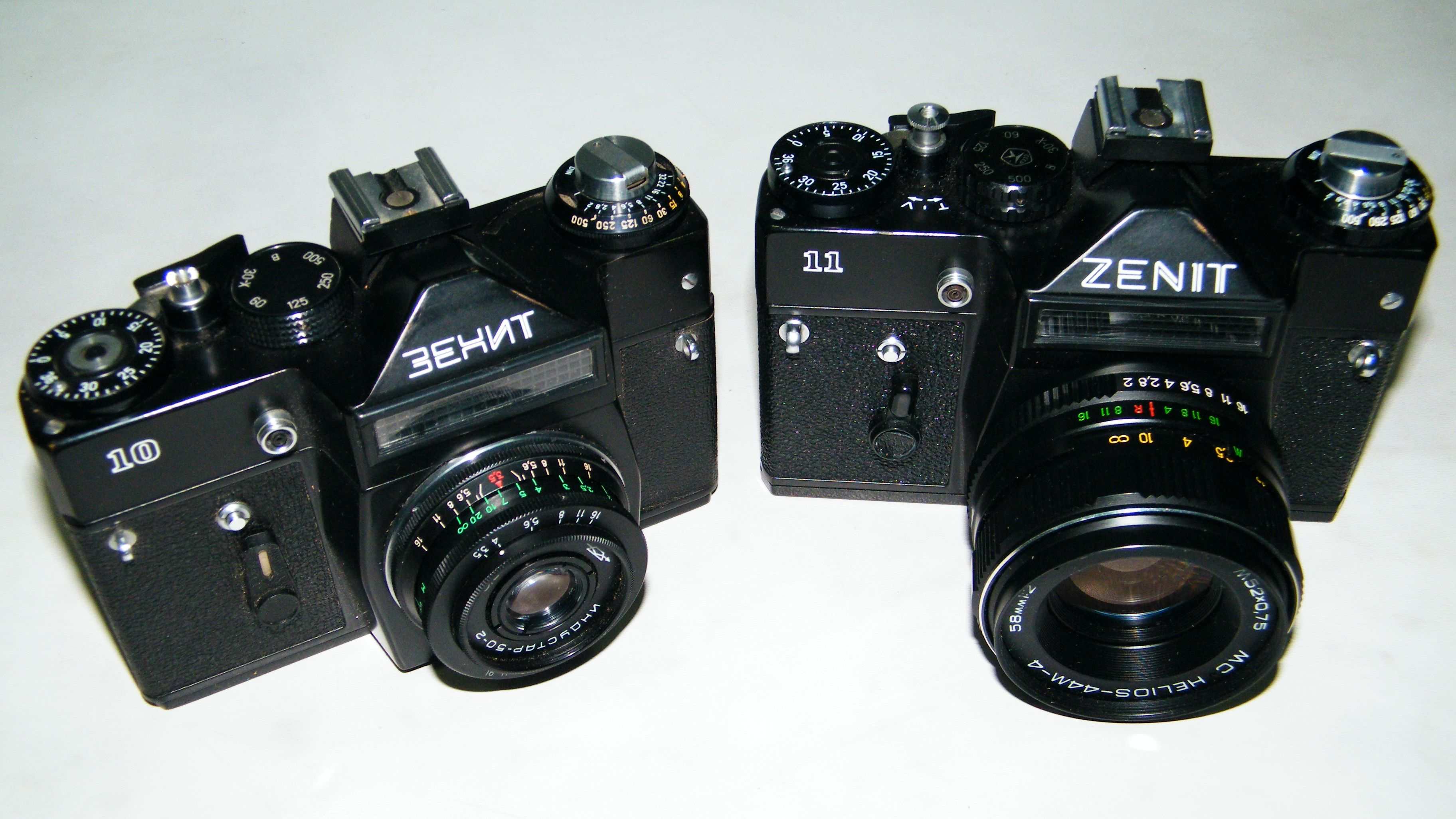
«Зенит-10» и «Зенит-11»

- «Зенит-10» (КМЗ) — без механизма нажимной диафрагмы, штатный объектив «Индустар-50-2» или «Гелиос-44-2». Всего выпущено более 20 000 штук[6].
- «Зенит-ЕТ» (БелОМО, КМЗ) — без механизма нажимной диафрагмы, штатный объектив «Индустар-50-2» или «Гелиос-44-2».
- «Зенит-ЕТ» (БелОМО) — с механизмом нажимной диафрагмы, штатный объектив «Гелиос-44М». 
 Всего фотоаппаратов «Зенит-ЕТ» было выпущено около 3,0 млн штук, из них на КМЗ — 61069 шт.

Фотоаппараты «Зенит-ЕТ» ранних выпусков не имели скрытого замка задней стенки и центрального синхроконтакта. Фотоаппараты «Зенит-ЕТ» производства БелОМО выпускались в двух цветовых оформлениях — полностью чёрного цвета и с белой верхней и нижней крышкой.
В конце 1980-х — начале 1990-х годов БелОМО выпускало фотоаппараты «Зенит-ЕТ» с заменой ряда металлических деталей на пластмассовые, часть камер была без экспонометра.
- Стоимость фотоаппарата «Зенит-11» с объективом «Гелиос-44М» в начале 1980-х годов — 170 рублей, в конце 1980-х годов — 140 рублей.
- Стоимость фотоаппарата «Зенит-ЕТ» с объективом «Гелиос-44М» в конце 1980-х годов — 135 рублей.
- Стоимость фотоаппарата «Зенит-ЕТ» с объективом «Гелиос-44-2» в начале 1980-х годов — 140 рублей, в конце 1980-х годов — 110 рублей.
- Стоимость фотоаппарата «Зенит-ЕТ» с объективом «Индустар-50-2» в начале 1980-х годов — 117 рублей, в конце 1980-х годов — 87 рублей.

В 1980-х годах на БелОМО выпускался «лабораторный» «Зенит-ЕТ», предназначенный для микрофотографии — фотосъёмки с использованием оптического микроскопа. Отличие от любительских фотоаппаратов — единственная выдержка «B», отсутствие автоспуска, отсутствие пентапризмы, отсутствие экспонометра. Визирование проводилось через несъёмную шахту с окуляром. Фокусировочный экран — матовое стекло.